# Родовідне древо королів та імператорів династії Габсбургів
Родовідне древо королів та імператорів династії Габсбургів (нім. Stammbaum mit den Königen und Kaisern des Hauses Habsburg) — родовідне древо королів та імператорів династії Габсбургів, створене в 1725—30 роках у Відні; автор інталій Крістоф Дорш з Нюрнберга. Зберігається в Імператорській скарбниці (філіалі Музею історії мистецтв) у Відні.
З гілок ромбоподібної крони звисають 16 різних медальйонів (інталій з халцедону) з портретами королів та імператорів у хронологічній послідовності: Рудольф I (1218/1273—1291), Альбрехт I, Альбрехт II, Фрідріх III, Фрідріх IV (сьогодні відомий як Фрідріх III), Максиміліан I, Карл V, Фердинанд I, Максиміліан II, Рудольф II, Матвій, Фердинанд II, Фердинанд III, Леопольд I, Йосиф I і Карл VI (1685/1711—1740).